# Acren-Saint-Martin

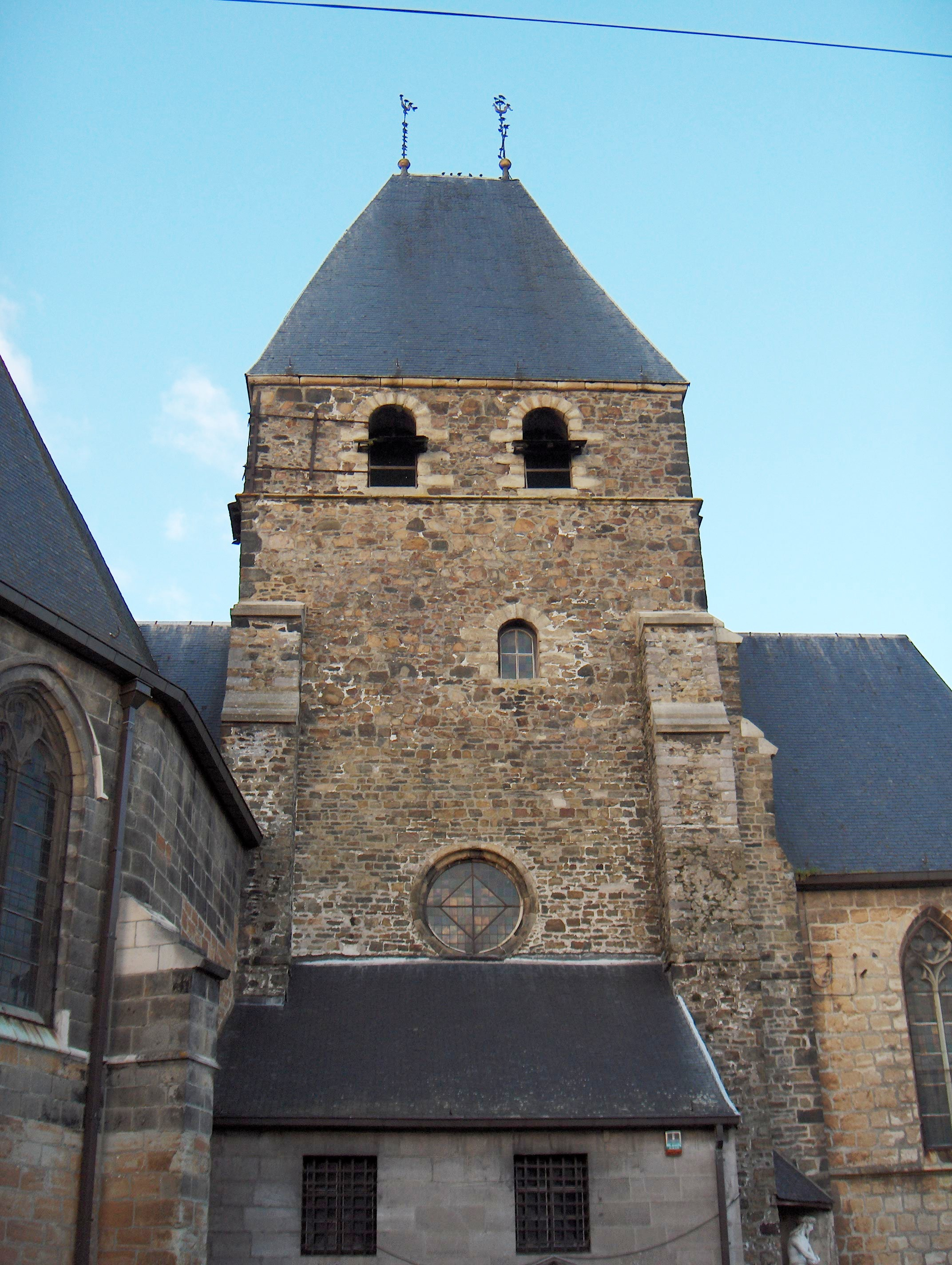
De romaanse toren (12e eeuw) van de Sint-Maartenskerk

Acren-Saint-Martin (Nederlands: Akren-Sint-Maarten) (soms ook Grand-Acren (Nederlands: Groot-Akren) genoemd) is een voormalige gemeente in de Belgische provincie Henegouwen. Het maakt samen met Acren-Saint-Géréon (Nederlands: Akren-Sint-Gereonus) deel uit van de dorpskern van Twee-Akren, een deelgemeente van de stad Lessen.
Acren-Saint-Martin was een leen van de heerlijkheid Ronse. Door de eeuwen heen behoorde Acren-Saint-Martin toe aan verscheidene adellijke families. In 1795 bij de vorming van de gemeenten werd Acren-Saint-Martin een zelfstandige gemeente. Kerkelijk was het reeds zeer lang een onafhankelijke parochie.
In 1804 werd de gemeente opgeheven en samengevoegd met Acren-Saint-Géréon, waarmee het één enkele dorpskern vormde, tot een nieuwe gemeente met de naam Twee-Akren. Acren-Saint-Martin telde op dat moment 974 inwoners. In 1828 werden ook de twee parochies samengevoegd en werd de 13e-eeuwse Sint-Maartenskerk van Acren-Saint-Martin de enige kerk van de nieuwe parochie. Op de romaanse toren uit de 12e eeuw staan 2 torenhanen als symbool van het vroegere bestaan van 2 parochies in het huidige dorp Twee-Akren.
Deelgemeenten: Ghoy · Lessen · Lessenbos · Ogy · Papegem · Twee-Akren · Wannebecq · Woelingen

Overige plaatsen: Acren-Saint-Géréon · Acren-Saint-Martin

Belgische gemeenten · Arrondissement Zinnik · Henegouwen · Wallonië